# St-Guénolé (Île de Sein)

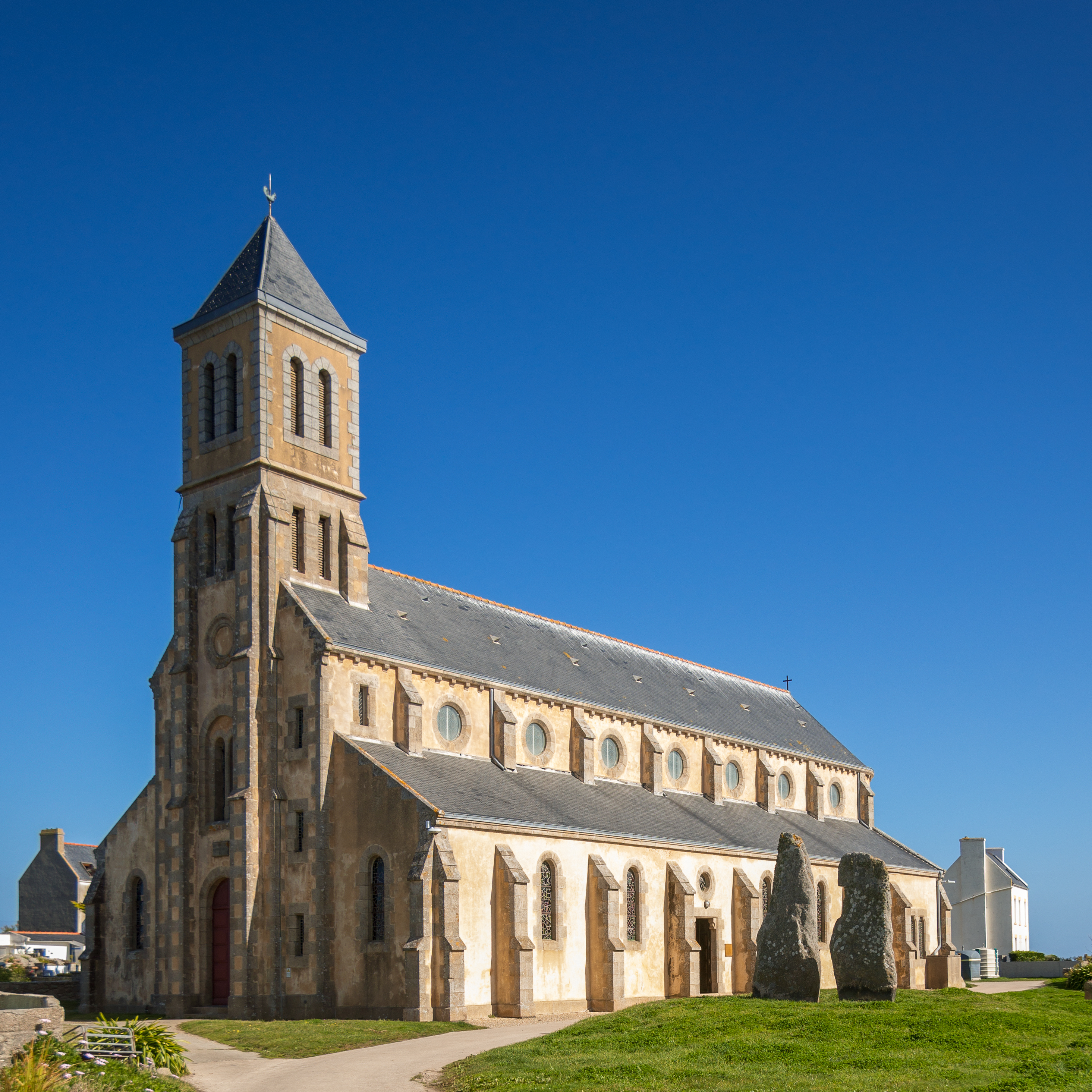
Kirche St-Guénolé. Auf dem Kirchhof davor das Megalithpaar Les Causeurs

St-Guénolé (auch: St-Collodan et St-Guénolé) ist die römisch-katholische Pfarrkirche auf der Île-de-Sein in der Bretagne. Die Kirche ist eingetragen im Verzeichnis des kulturellen Erbes in Frankreich. Da die flache Insel an der höchsten Stelle lediglich neun Meter hoch ist, hat das Gotteshaus eine große Fernwirkung. 

## Geschichte
Die den heiligen Guengalaenus und Kea von Landkey in ihren bretonischen Namensvariationen gewidmete neuromanische Kirche wurde zwischen 1898 und 1901 nach Plänen des Architekten Armand Gassis als dreischiffige Basilika errichtet und am 8. Juli  1902 konsekriert. Der Glockenturm wurde erst 1962/63 um ein Geschoss erhöht und vollendet. Das Langhaus umfasst sechs Joche und der Chor schließt mit einer Halbkreisapsis. Die Arkadenbögen zu den Seitenschiffen ruhen auf mächtigen neuromanischen Kapitellen und Pfeilern. Unmittelbar südlich vor der Kirche befindet sich das Menhirpaar Les Causeurs (deutsch „Die Redner“).